# Straß (Hürtgenwald)
Straß ist ein Ortsteil der Gemeinde Hürtgenwald im Kreis Düren, Nordrhein-Westfalen.

## Lage
Der Ort liegt im Nationalpark Eifel in der Rureifel und im Naturpark Nordeifel direkt an den aufsteigenden Hängen zur Eifel. Nachbarorte sind Langenbroich, Untermaubach, Gey und Schafberg. Von Straß aus kann man weit in die Kölner Bucht und die Zülpicher Börde sehen.

## Geschichte
1789 gehörten Straß und der Nachbarort Gey zum jülicher Amt Nörvenich.
Am 1. Juli 1969 schlossen sich die ehemals selbstständigen im Amtsverband Straß-Bergstein verwalteten Gemeinden Bergstein, Brandenberg, Gey, Großhau, Hürtgen, Kleinhau und Straß freiwillig zur Gemeinde Hürtgenwald zusammen. Im Rahmen der kommunalen Neugliederung (Aachen-Gesetz) entstand die Gemeinde Hürtgenwald durch die Eingliederung von Vossenack am 1. Januar 1972 in ihrer jetzigen Größe.

## Schule
In Straß gibt es die zweizügige Grundschule Gey-Straß mit einem Lehrschwimmbecken. Hauptschule und Realschule befinden sich in Kleinhau, das private Gymnasium der Franziskaner in Vossenack. Weitere Schulen gibt es in der Kreisstadt Düren.

## Verkehr
Einige Fahrten der AVV-Linie 286 von Rurtalbus bedienen wochentags den Ort. Bis zum 31. Dezember 2019 wurde diese Linie vom BVR Busverkehr Rheinland betrieben.
| Linie | Verlauf |
| ----- | --- |
| 286   | Düren Bf/ZOB – StadtCenter – Kaiserplatz – Rölsdorf – Birgel – Gey (– Horm / Straß) – Großhau – Kleinhau – (Brandenberg – Bergstein –) Hürtgen – Vossenack (– Schmidt) |

## Persönlichkeiten
- Florian Peil (* 1979), Sänger und Namensgeber der Band Peilomat, wuchs in Straß auf

## Sonstiges

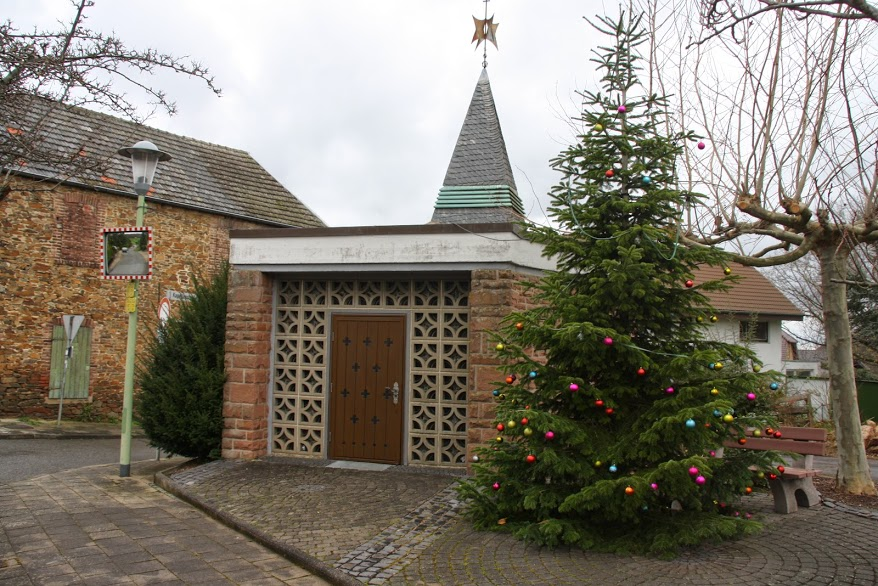
Donatus-Kapelle in Straß

- Die Kapelle ist dem heiligen Donatus geweiht.
- Direkt in Ortsnähe liegt der ehemalige Tagebau Maubacher Bleiberg.